# ア・トライブ・コールド・クエスト
ア・トライブ・コールド・クエスト（A Tribe Called Quest）は、アメリカのヒップホップグループ。1988年に結成され、5枚のアルバムを発表した後、1998年に1度解散するも、2006年に再結成を果たした。デ・ラ・ソウルやジャングル・ブラザーズと並んでネイティブ・タン(Native Tongues)の中核グループのひとつであった。通称「ATCQ」。

## 来歴

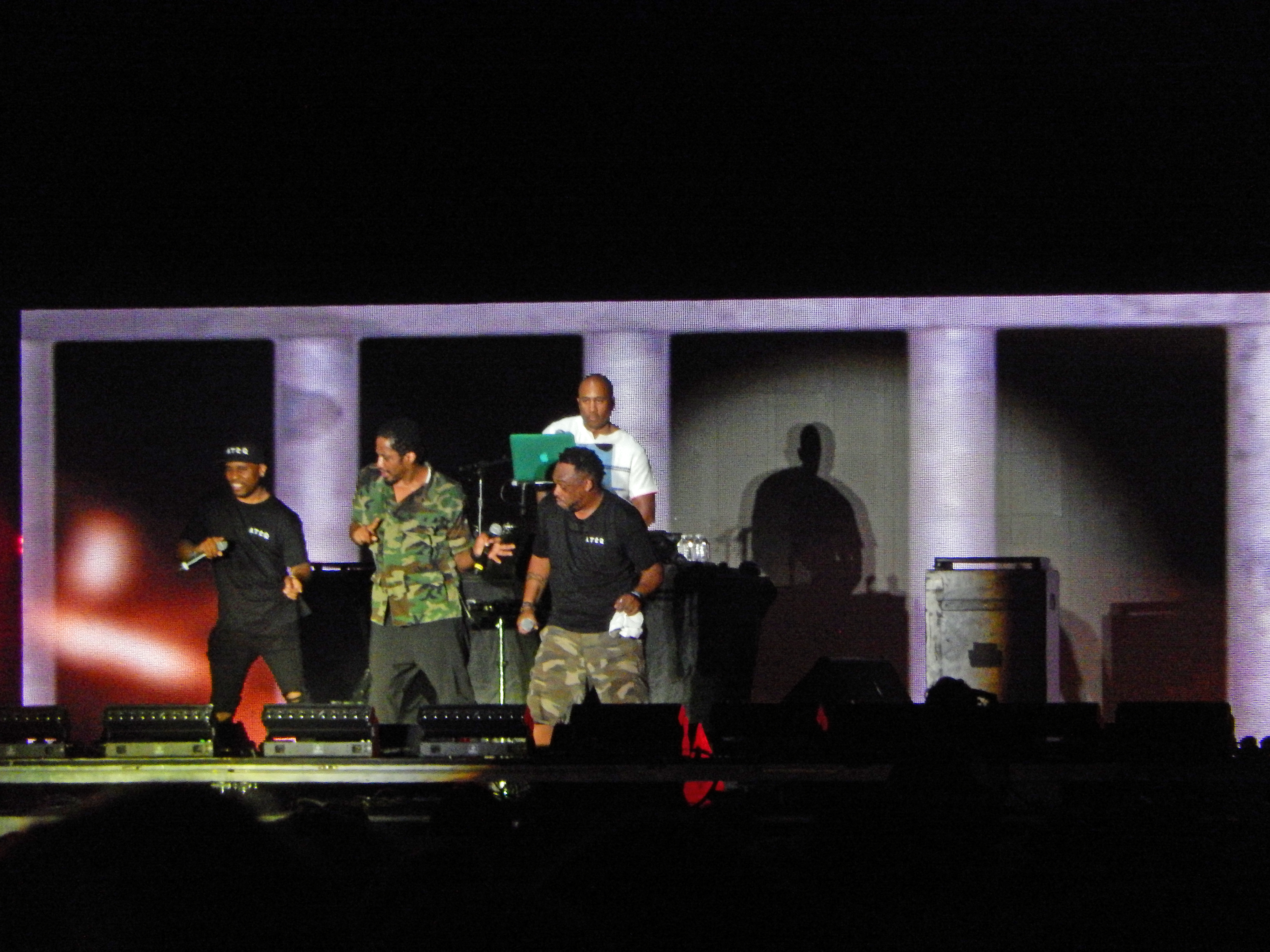
A Tribe Called Quest（2017年）

1988年、MCのQティップ（グループ結成前は、MC Love Childと名乗っていた）とDJのアリ・シャヒードのデュオに、ファイフ・ドーグとジェロビが加わり結成。ジャングル・ブラザーズやDJレッドアラートの後押しを受け、1989年にシングル「Description Of A Fool」でデビュー。
翌年に、ファースト・アルバム『ピープルズ・インスティンクティヴ・トラヴェルズ・アンド・ザ・パスズ・オブ・リズム』を発表。サンプリングにキャノンボール・アダレイやロイ・エアーズの素材を用いるなど、ジャズの要素を絡めた作品になっている。一部の批評家からは「踊れないアルバム」などと酷評されたが、3枚目のシングル「Can I KIck It?」がナイキのCMに使われたことから、徐々に人気が高まる。
続く、1991年の『ロウ・エンド・セオリー』は、ジャズ・ベーシストのロン・カーターを迎えて制作され、さらにジャズに影響されたサウンドを展開した。「Jazz (We've Got)」などの曲を含む本作は、前作から一転して評論家の賛辞を受け、商業的にも成功した。『ローリング・ストーン誌が選ぶオールタイム・ベストアルバム500』に於いて、153位にランクイン。
ジャズ路線を継承した1993年のサード・アルバム『ミッドナイト・マローダーズ』 も大きな成功を収め、プラチナ・ディスクを獲得。グループ史上最大のヒットである「Award Tour」も収録されており、前作と並ぶ名盤として評価されている。
小室哲哉はメンバーと意気投合し、小室プロデュースによるニューシングル制作の企画が持ち上がった。実際にプロデュース作業まで行われ、発売こそされなかったが本格的に制作が行われてレコーディングが完了していた。
1998年に解散した後、2006年に再結成。2013年に再び解散。2015年11月にはテレビ出演のため、一時的に再結成した。
2024年4月21日、米国・Rock & Roll Hall Of Fameより、『2024年度ロックの殿堂 パフォーマー部門』での殿堂入りが発表された。

## メンバー

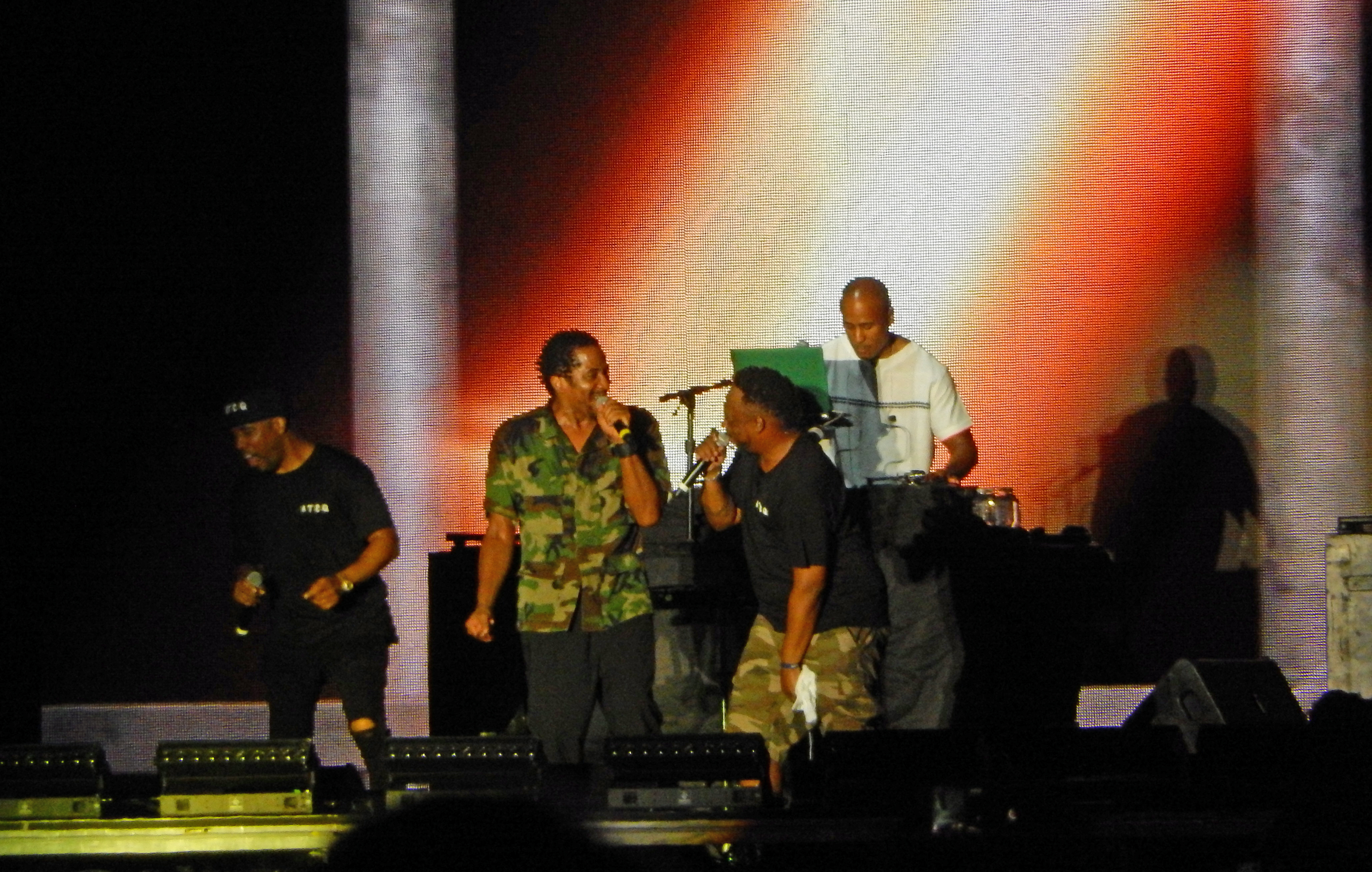
A Tribe Called Quest（2017年）

Qティップ（Q-Tip）
1970年4月10日生まれ、ニューヨーク・クイーンズ区出身。
MC担当、プロデューサー。グループ解散後はソロ活動を展開。また俳優としても活動している。90年代半ばにイスラム教に改宗した。
ファイフ・ドーグ（Phife Dawg）
1970年4月20日生まれ、ニューヨーク・ブルックリン地区出身。
MC担当。グループ加入以前はバスケットボールのプロ選手になることを目指していた。遺伝性の1型糖尿病を患っている。
もともとバスケットボール選手であったこともあり、大のバスケファン。高校バスケのスカウトとしても働く。
糖尿病による合併症のため、2016年3月23日死去。
アリ・シャヒード・ムハマド（Ali Shaheed Muhammad）
1970年8月11日生まれ、ニューヨーク・ブルックリン地区出身。
DJ担当、プロデューサー。
ジェロビ・ホワイト（Jarobi White）
1971年生まれ、出身地不明。
1989年加入し、1stアルバム発表後に脱退。2006年の再結成の際に復帰した。

## ディスコグラフィ

### アルバム
| 1990                                      | 『ピープルズ・インスティンクティヴ・トラヴェルズ・アンド・ザ・パスズ・オブ・リズム』 - People's Instinctive Travels and the Paths of Rhythm | - 発売日: 1990年4月17日 - レーベル: Jive, RCA - フォーマット: CD, LP, digital download - 全米売上: 50万枚 | 91 | —  | —  | 54 | - US: ゴールド                 |
| 1991                                      | 『ロウ・エンド・セオリー』 - The Low End Theory                                                                                             | - 発売日: 1991年9月24日 - レーベル: Jive - フォーマット: CD, LP, digital download - 全米売上: 100万枚     | 45 | —  | —  | 58 | - US: プラチナ - UK: シルバー  |
| 1993                                      | 『ミッドナイト・マローダーズ』 - Midnight Marauders                                                                                         | - 発売日: 1993年11月9日 - レーベル: Jive - フォーマット: CD, LP, digital download - 全米売上: 100万枚     | 8  | 48 | —  | 70 | - US: プラチナ                 |
| 1996                                      | 『ビーツ,ライムズ・アンド・ライフ』 - Beats, Rhymes and Life                                                                                | - 発売日: 1996年7月30日 - レーベル: Jive - フォーマット: CD, LP, digital download - 全米売上: 100万枚     | 1  | 7  | 32 | 28 | - US: プラチナ - CAN: ゴールド |
| 1998                                      | 『ザ・ラヴ・ムーヴメント』 - The Love Movement                                                                                              | - 発売日: 1998年9月29日 - レーベル: Jive - フォーマット: CD, LP, digital download - 全米売上: 50万枚      | 3  | 2  | —  | 38 | - US: ゴールド - CAN: ゴールド |
| 2016                                      | 『ウィ・ゴット・イット・フロム・ヒア・サンキュー・フォー・ユア・サービス』 - We Got It from Here... Thank You 4 Your Service                | - 発売日: 2016年11月11日 - レーベル: Epic - フォーマット: CD, LP, digital download - 全米売上: 50万枚     | 1  | 3  | 13 | 24 |                                |
| "—"は未発売またはチャート圏外を意味する。 | | |    |    |    |    |                                |

## 映画
- ビーツ、ライムズ・アンド・ライフ ～ア・トライブ・コールド・クエストの旅～ - Beats Rhymes & Life: The Travels Of A Tribe Called Quest （2011年）